# Vandasina retusa
Vandasina retusa är en ärtväxtart som först beskrevs av George Bentham, och fick sitt nu gällande namn av Stephan Rauschert. Vandasina retusa ingår i släktet Vandasina och familjen ärtväxter. Inga underarter finns listade i Catalogue of Life.